# Larbi Ben Barek
Larbi Ben Barek (Casablanca, 16 juni 1914 - 16 september 1992) was een Marokkaans profvoetballer. Hij behoorde in de jaren 40 en 50 tot de beste spelers van Europa. Ben Barek werd door voetbalicoon Pelé "God van het voetbal" genoemd.

## Clubcarrière
Larbi Ben Barek begon zijn voetbalcarrière bij Idéal Club Casablanca in de tweede divisie van Marokko. Hij haalde met de club de bekerfinale. In 1935 vertrok hij naar U.S. Marocaine, waarmee hij de Marokkaanse landstitel won.
In april 1937 komt hij uit voor Marokko tegen Frankrijk. Hij trekt hier de aandacht van de Franse topploegen en komt vanaf het seizoen 1938/39 uit voor Olympique Marseille. 
Bij het uitbreken van de Tweede Wereldoorlog vertrekt hij weer uit Frankrijk en gaat spelen voor zijn oude club U.S. Marocaine. Met deze club wint hij in 1942 de Noord-Afrikaanse beker voor clubteams.
Na de Tweede Wereldoorlog tekent hij in 1945 voor Stade Français waar hij werkt onder Helenio Herrera. In 1948 wordt hij verkocht voor het astronomische bedrag van 40 miljoen Franse Franc aan Atlético Madrid. Met deze club weet hij twee Spaanse titels te winnen in 1950 en 1951. In 1951 wint hij eveneens de Spaanse supercup.
In 1953 keert de speler weer terug naar Frankrijk en gaat hij wederom voor Olympique Marseille spelen. Met deze club behaalt hij de finale van de Franse beker, maar verliest deze van OGC Nice.
In 1955 vertrekt Ben Barek weer naar Afrika en sluit zijn carrière af in 1957 na nog gespeeld te hebben voor een club in Algerije en voor twee clubs in Marokko.

## Interlandcarrière
Omdat Marokko tijdens de voetbalcarrière van Ben Barek behoorde tot Frankrijk, heeft de speler nooit een officiële interland gespeeld voor zijn geboorteland. Marokko mocht alleen vriendschappelijke wedstrijden spelen.
De speler komt echter wel uit voor Frankrijk: hij maakt zijn debuut op 4 september 1938 in de interland Italië - Frankrijk (1-0). In totaal komt de speler 17 keer uit voor Frankrijk waarin hij 3 maal weet te scoren.
Ben Barek heeft weliswaar niet veel interlands gespeeld voor Frankrijk, toch heeft de speler een record in handen in Frankrijk: hij is de speler die gedurende de langste periode geselecteerd is voor Frankrijk: 15 jaar en 10 maanden (van 1938 t/m 1954).
Na zijn voetbalcarrière was Ben Barek de eerste bondscoach in de historie van Marokko nadat het land onafhankelijk was geworden van Frankrijk.

## Clubs
- Idéal Club Casablanca (1934-1935)
- U.S. Marocaine (1935-1938)
- Olympique Marseille (1938-1939)
- Wydad Casablanca (1939-1945)
- Stade Français (1945-1948)
- Atlético Madrid (1948-1954)
- Olympique Marseille (1954-1955)
- USM Bel-Abbès (1955-1956)
- Stade Marocain (1956)
- FUS Rabat (1956-1957)